# Dominique Gisin
Dominique Gisin, née le 4 juin 1985 à Viège (canton du Valais), est une skieuse alpine suisse. Spécialiste de descente, super-G et slalom géant, elle compte sept podiums dont trois victoires en coupe du monde. Elle est championne olympique de descente aux Jeux olympiques d'hiver de 2014, à égalité avec la Slovène Tina Maze.

## Biographie
Dominique Gisin naît le 4 juin 1985 à Viège dans le canton du Valais. Son petit frère Marc et sa petite sœur Michelle sont également skieurs. Dominique Gisin participe à des courses FIS pour la première fois en janvier 2001. Pendant presque trois ans, elle subit plusieurs blessures au genou et ne peut plus concourir ; elle se concentre donc sur sa formation. Jusqu'en 2005, elle fréquente l'école de sport d'Engelberg. Elle commence par la suite des études de physique à l'université de Bâle. Elle fait aussi une formation de pilote d'avion de chasse dans les Forces aériennes suisses ; pendant ses blessures elle est cependant inapte au service,.
Gisin peut recommencer la compétition en décembre 2003. Elle réalise ses premiers succès importants en 2005 avec une quatrième place lors de la descente des Championnats du monde juniors de ski alpin 2005 à Bardonnèche en février et un titre de championne de Suisse junior en descente en avril. Lors de son début en coupe du monde à Lake Louise le 2 décembre 2005, elle surprend en réalisant le meilleur temps de la descente d'entraînement. Elle se blesse lourdement pendant la course : après le deuxième temps intermédiaire, dans la partie la plus difficile de la piste, elle se déchire une articulation du genou droit. Elle ne fait ensuite plus de compétitions pendant quatre mois.
Après avoir concouru dans les courses FIS et les courses de coupe d'Europe, elle fait son retour en coupe du monde. Le 19 décembre 2006 à Val-d'Isère, lors de son quatrième départ en coupe du monde, elle obtient une surprenante neuvième place. Elle répète cette performance le lendemain avec une nouvelle neuvième place en descente. Le 13 janvier 2007, elle monte pour la première fois sur le podium en coupe du monde avec une deuxième place à la descente d'Altenmarkt-Zauchensee. Elle est cinquième de la descente des championnats du monde d'Åre le 11 février 2007.
Gisin se blesse à nouveau le 28 février 2007 : elle tombe lors du premier entraînement pour la descente de Tarvisio et se déchire les ligaments du genou gauche. Elle subit ensuite sa septième opération du genou. Son meilleur résultat est une neuvième place pendant la saison 2007-2008. Le 18 janvier 2009, elle remporte sa première course de coupe du monde, à égalité avec Anja Pärson, lors de la descente d'Altenmarkt-Zauchensee. Six jours plus tard, elle remporte la descente de Cortina d'Ampezzo. Elle ne termine pas la descente des championnats du monde 2009 à Val-d'Isère.
Gisin se déchire le ménisque interne dans la descente de Haus im Ennstal en janvier 2010. Après une arthroscopie, elle doit faire une pause de trois semaines. À la fin de la descente des Jeux olympiques d'hiver de 2010, elle tombe à la réception du saut final et a une commotion cérébrale. Elle remporte son premier super G en coupe du monde le 7 mars 2010 à Crans-Montana, dans son pays. Elle est quatrième du super-combiné et huitième de la descente des championnats du monde 2011 à Garmisch-Partenkirchen. Ses meilleurs résultats de la saison 2010-2011 de coupe du monde sont deux troisièmes places.
Gisin participe pour la première fois à un slalom géant de coupe du monde le 22 octobre 2011 à Sölden et prend la onzième place. Elle se classe ensuite plusieurs fois dans le top 10 en descente et en super G, dont une troisième place en descente à Lake Louise. Elle se blesse le ménisque et le cartilage du genou gauche le 13 janvier 2012 lors d'un entraînement pour la descente de Cortina d'Ampezzo. Elle participe à la descente le lendemain malgré ses blessures, mais elle doit ensuite arrêter sa saison. Le 27 octobre 2012, elle obtient son meilleur résultat en slalom géant avec une quatrième place à Sölden et, le 27 janvier 2013, elle marque son premier point en slalom avec une trentième place à Maribor. Elle tombe pendant la descente des championnats du monde 2013 et se casse le métacarpe droit. Elle peut poursuivre sa saison après une courte pause.

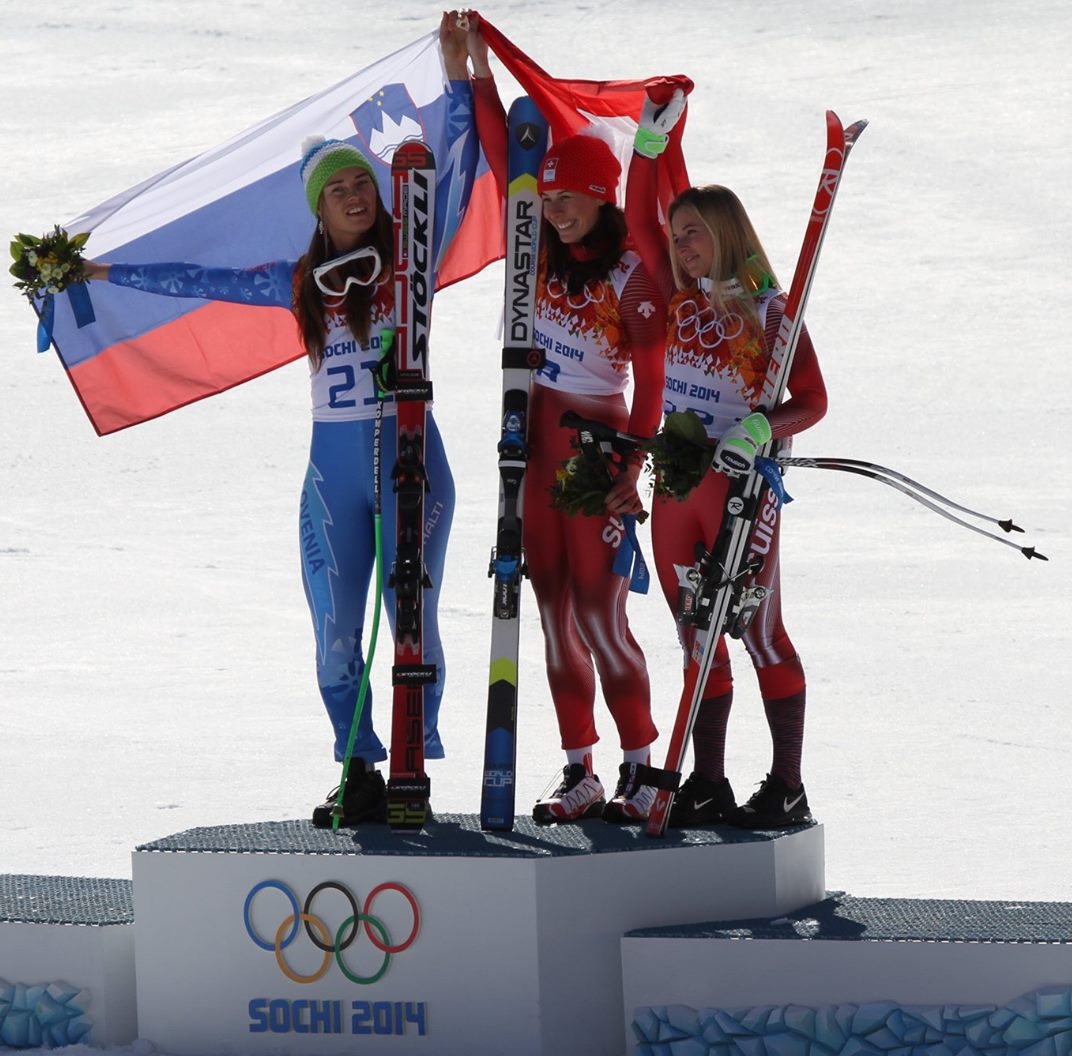
Le podium de la descente des Jeux olympiques d'hiver de 2014 avec Dominique Gisin au centre, Tina Maze à gauche et Lara Gut à droite.

Pendant la saison de coupe du monde 2013-2014, elle se place régulièrement dans le top 10 dans trois disciplines mais elle ne se classe pas mieux que sixième. Aux Jeux olympiques d'hiver de 2014 organisés à Sotchi, elle est championne olympique de descente à égalité avec la Slovène Tina Maze. C'est la première Suissesse depuis Michela Figini en 1984 à remporter l'or olympique de descente. Après la course, elle déclare : « C'est incroyable. Toute ma carrière s'est apparentée à une bataille, entre blessures et centièmes qui ne m'étaient pas favorables. Mais comme on dit, la roue finit toujours par tourner. »
Le 14 décembre 2014, Dominique Gisin est élue sportive suisse de l'année. Le 19 mars 2015, elle annonce la fin de sa carrière. Sa dernière course en Coupe du monde, sa 154e, est le slalom géant des finales à Méribel.

## Palmarès

### Jeux olympiques d'hiver
| Édition / Épreuve | Descente | Super-G | Super-combiné |
| ----------------- | -------- | ------- | ------------- |
| JO 2010 Vancouver | DNF      | -       | -             |
| JO 2014 Sotchi    | Or       | DNF     | 5e            |

### Championnats du monde
| Édition / Épreuve                    | Descente | Super-G | Slalom géant | Super-combiné | Coupe des nations |
| ------------------------------------ | -------- | ------- | ------------ | ------------- | ----------------- |
| Mondiaux 2007 Åre                    | 5e       | -       | -            | DNF           | Bronze            |
| Mondiaux 2009 Val d'Isère            | DNF      | -       | -            | -             | -                 |
| Mondiaux 2011 Garmisch-Partenkirchen | 8e       | DNF     | -            | 4e            | -                 |
| Mondiaux 2013 Schladming             | DNF      | 10e     | DNF          | 10e           | -                 |
| Mondiaux 2015 Vail/Beaver Creek      | -        | -       | 19e          | -             | -                 |

### Championnats du monde juniors
| Édition / Épreuve                | Descente | Super-G | Slalom géant | Slalom |
| -------------------------------- | -------- | ------- | ------------ | ------ |
| Mondiaux juniors 2005 Bardonèche | 4e       | 27e     | 21e          | DNF    |

### Coupe du monde
- Meilleur classement au général : 11e en 2014.
- 7 podiums dont 3 victoires en carrière.

| Saison/Classement | Général | Général | Descente | Descente | Super G | Super G | Géant  | Géant  | Slalom | Slalom | Combiné | Combiné |
| Saison/Classement | Class.  | Points  | Class.   | Points   | Class.  | Points  | Class. | Points | Class. | Points | Class.  | Points  |
| ----------------- | ------- | ------- | -------- | -------- | ------- | ------- | ------ | ------ | ------ | ------ | ------- | ------- |
| 2006-2007         | 34e     | 219     | 10e      | 210      | -       | -       | -      | -      | -      | -      | 38e     | 9       |
| 2007-2008         | 47e     | 125     | 26e      | 96       | 44e     | 6       | -      | -      | -      | -      | 25e     | 23      |
| 2008-2009         | 21e     | 335     | 4e       | 291      | 44e     | 13      | -      | -      | -      | -      | 19e     | 31      |
| 2009-2010         | 24e     | 271     | 14e      | 117      | 12e     | 140     | -      | -      | -      | -      | 28e     | 14      |
| 2010-2011         | 17e     | 434     | 9e       | 180      | 6e      | 177     | -      | -      | -      | -      | 11e     | 62      |
| 2011-2012         | 25e     | 299     | 12e      | 160      | 22e     | 84      | 31e    | 55     | -      | -      | -       | -       |
| 2012-2013         | 15e     | 435     | 19e      | 127      | 15e     | 99      | 10e    | 190    | 54e    | 1      | 24e     | 18      |
| 2013-2014         | 11e     | 523     | 9e       | 234      | 12e     | 122     | 15e    | 149    | -      | -      | -       | -       |
| 2014-2015         | 16e     | 396     | 16e      | 149      | 14e     | 117     | 19e    | 90     | -      | -      | -       | -       |

| Saison / Épreuve | Descente                                | Super G       | Total |
| ---------------- | --------------------------------------- | ------------- | ----- |
| 2008-2009        | Altenmarkt-Zauchensee Cortina d'Ampezzo | -             | 2     |
| 2009-2010        | -                                       | Crans-Montana | 1     |
| Total            | 2                                       | 1             | 3     |